# 天文学者 (フェルメールの絵画)
『天文学者』（てんもんがくしゃ、蘭: De astronoom、仏: L'Astronome）は、オランダ黄金時代の画家ヨハネス・フェルメールが1668年ごろに描いた絵画。キャンバスに油彩で描かれた縦51cm、横45cmの作品で、パリのルーヴル美術館が所蔵している 。
学者の肖像は17世紀のオランダ絵画で好まれたモチーフで、フェルメールの絵画にもこの『天文学者』と『地理学者』の、学者の肖像を主題に描いた作品が二点現存している。この二点の作品に描かれている学者は同一人物と考えられており

、モデルとなっているのはフェルメールと同時代のオランダ人哲学者 バールーフ・デ・スピノザ だといわれている。描かれている人物が天文学者であるということが、テーブル上のヨドクス・ホンディウス制作の天球儀と、アドリアーンスゾーン・メチウスの天文測定に関する著書『星の研究と観察 (Institutiones Astronomicae Geographicae)』から分かる。開かれているページは『星の研究と観察』の第三章で、ここには「神からのお導きによって」天文学者は真実を追究するという内容が記されている。背景の壁には「モーセの発見」の絵画がかけられており、「モーセはエジプト人のあらゆる知識を学んだ」ことから、知識と科学の象徴として描かれているとされている。

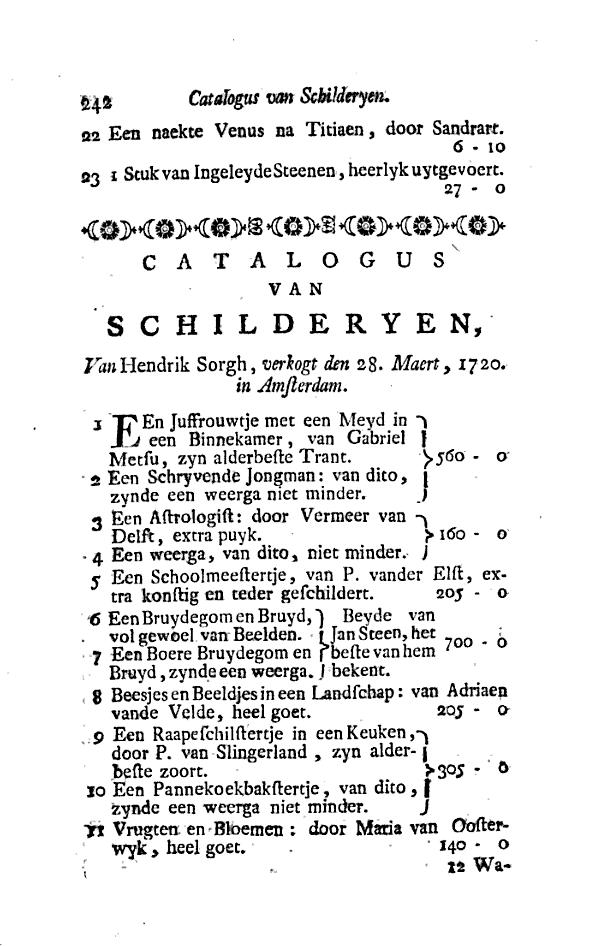
1720年の遺産売却目録。
3番目が『天文学者』で4番目が『地理学者』。

『天文学者』の来歴は、名前が伝わっていないコレクターがロッテルダムで『天文学者』と『地理学者』を同時に売りに出した、1713年4月27日まで遡ることができる。購入者はヘンドリク・ショールフという名前の人物ではないかといわれ、この人物の遺産売却が行われた1720年3月28日に『天文学者』と『地理学者』が再度売りに出された。このときの売却目録には『天文学者』が「天文学者、デルフトのフェルメール作、一級品 (Een Astrologist: door Vermeer van Delft, extra puyk)」、『地理学者』が「同上、同様 (Een weerga, van ditto, niet minder)」と記載されている。
1881年から1888年の間のいずれかの時期に、パリの画商レオン・ゴシェが、美術品収集家だったロチルド銀行頭取アルフォンス・ド・ロチルド（フランスのロスチャイルド家当主）に『天文学者』を売却し、1905年のアルフォンスの死後に息子のエドゥアールが受け継いだ。1940年にナチス・ドイツ軍がフランスに侵攻し、パリにアルフォンスが所有していたホテルから『天文学者』を押収した。このため『天文学者』の裏面には、ナチスの所有物を意味した小さな鉤十字が、黒いインクで刻印されている。第二次世界大戦終結後に『天文学者』はロートシルト家に返還され、その後1983年に遺産相続税の一部現物税としてフランス政府に納められた
。これ以来『天文学者』はルーヴル美術館に展示されている

。